# Eska Music Awards 2015
Eska Music Awards 2015 – czternasta gala rozdania nagród Eska Music Awards odbyła się 29 sierpnia 2015 w Szczecinie.
Gala była nadawana na żywo na antenie TVP1, a poprowadzili ją Krzysztof „Jankes” Jankowski oraz Paulina Chylewska. Zagranicznymi gośćmi specjalnymi koncertu była formacja Hurts oraz Adam Lambert. Wśród osób wręczających statuetki Eska Music Awards znaleźli się między innymi Adam Małysz, Krzysztof Hołowczyc, Sylwester Wardęga, Aleksandra Szwed, Kaja Paschalska oraz Piotr Kupicha.

## Nominacje
| Najlepsza artystka                                     | Najlepszy artysta |
| ------------------------------------------------------ | --- |
| - Margaret - Ewelina Lisowska - Kasia Popowska - Sarsa | - Kamil Bednarek - Grzegorz Hyży - Mrozu - Tabb                                                                                                 |
| Najlepszy zespół                                       | Najlepszy hit |
| - Video - Bednarek - Enej - Sound’n’Grace              | - Sarsa – „Naucz mnie” - K2 feat. Buka – „1 moment” - Tabb i Sound’n’Grace – „Dach” - Kaen feat. Wdowa, Cheeba – „Zbyt wiele”                   |
| Najlepszy radiowy debiut                               | Eska TV Award – Najlepsze video |
| - Sound’n’Grace - Agata Dziarmagowska - K2 - Sarsa     | - Natalia Nykiel – „Bądź duży” - Donatan i Maryla Rodowicz – „Pełnia” - Grubson feat. Krzysztof Zalewski – „Złota kula” - Mrozu – „Poza logiką” |
| eskaGO Award – Najlepszy artysta w sieci               | Nagroda specjalna – Najlepszy zagraniczny artysta                                                                                               |
| - Margaret - Donatan i Cleo - K2 - Grzegorz Hyży       | - Adam Lambert |

## Wystąpili
Podczas gali wystąpili:
- Cleo – „All About That Bass”, „Black Widow”, „Shake It Off” i „Break Free”
- Margaret, Sarsa, Cleo oraz Tabb i Sound’n’Grace – „Love Me Like You Do”
- Hurts – „Wonderful Life” i „Some Kind of Heaven”
- Sarsa – „Naucz mnie”
- Enej – „Kamień z napisem Love”
- Grzegorz Hyży – „Wstaję”
- Natalia Nykiel – „Bądź duży”
- Tabb i Sound’n’Grace – „Dach”
- K2 feat. Buka – „1 moment”
- Agata Dziarmagowska – „Lean On” i „President”
- Donatan i Maryla Rodowicz – „Pełnia”
- Video – „Wszystko jedno”
- Kaen feat. Wdowa i Cheeba – „Zbyt wiele”
- Margaret – „Start a Fire” i „Heartbeat” oraz „Thank You Very Much” (w duecie z Jankesem)
- Adam Lambert – „Ghost Town” i „Another Lonely Night”